# Baraeus taeniolatus
Baraeus taeniolatus là một loài bọ cánh cứng trong họ Cerambycidae.